# Anton Karl von Salm-Reifferscheidt
Anton Karl Joseph Franz von Salm-Reifferscheidt, poi Salm-Reifferscheid-Raitz (Vienna, 6 febbraio 1720 – Laeken, 5 aprile 1769), è stato un nobile, politico e militare austriaco.

## Biografia
Membro della famiglia tedesca degli altgravi di Salm-Reifferscheidt, era figlio di Franz Wilhelm von Salm-Reifferscheidt (1672–1734), Ober-Stallmeister dell'imperatrice Amalia Guglielmina. Nacque come unico figlio maschio del secondo matrimonio di suo padre con la principessa Maria Carolina del Liechtenstein (1694–1735). Perdendo entrambi i propri genitori quando aveva appena quindici anni, Anton Karl passò sotto tutela di suo zio materno, il feldmaresciallo principe Giuseppe Venceslao del Liechtenstein, il quale lo accolse nel suo castello di Hetzendorf, lo arruolò nelle file degli imperiali per prendere parte alla guerra di successione austriaca e gli fece ottenere dall'imperatore il titolo di conte di Salm-Reifferscheid-Raitz. Nel 1747 fu membro della missione diplomatica inviata in Sassonia ed in quello stesso anno venne accolto alla corte di Vienna come ciambellano personale dell'arciduca Giuseppe, svolgendo un ruolo fondamentale come suo tutore ed insegnante.
Nel 1760 prese parte a una missione diplomatica a Parma assieme al principe del Liechtenstein, tornando in patria con la duchessa Isabella che divenne moglie poi dell'imperatore Giuseppe II. Quando Giuseppe II salì al trono, nominò Anton Karl al ruolo di supremo ciambellano imperiale (1765–1769), conferendogli nel 1765 le insegne del Toson d'Oro, la più alta onorificenza imperiale. Nel 1769 gli venne affidata la gestione di una missione diplomatica a Parigi con un incarico ancora oggi poco chiaro agli storici del periodo, ma morì lungo la strada improvvisamente, presso il castello di Laeken, non lontano da Bruxelles.

## Il castello di Rájc

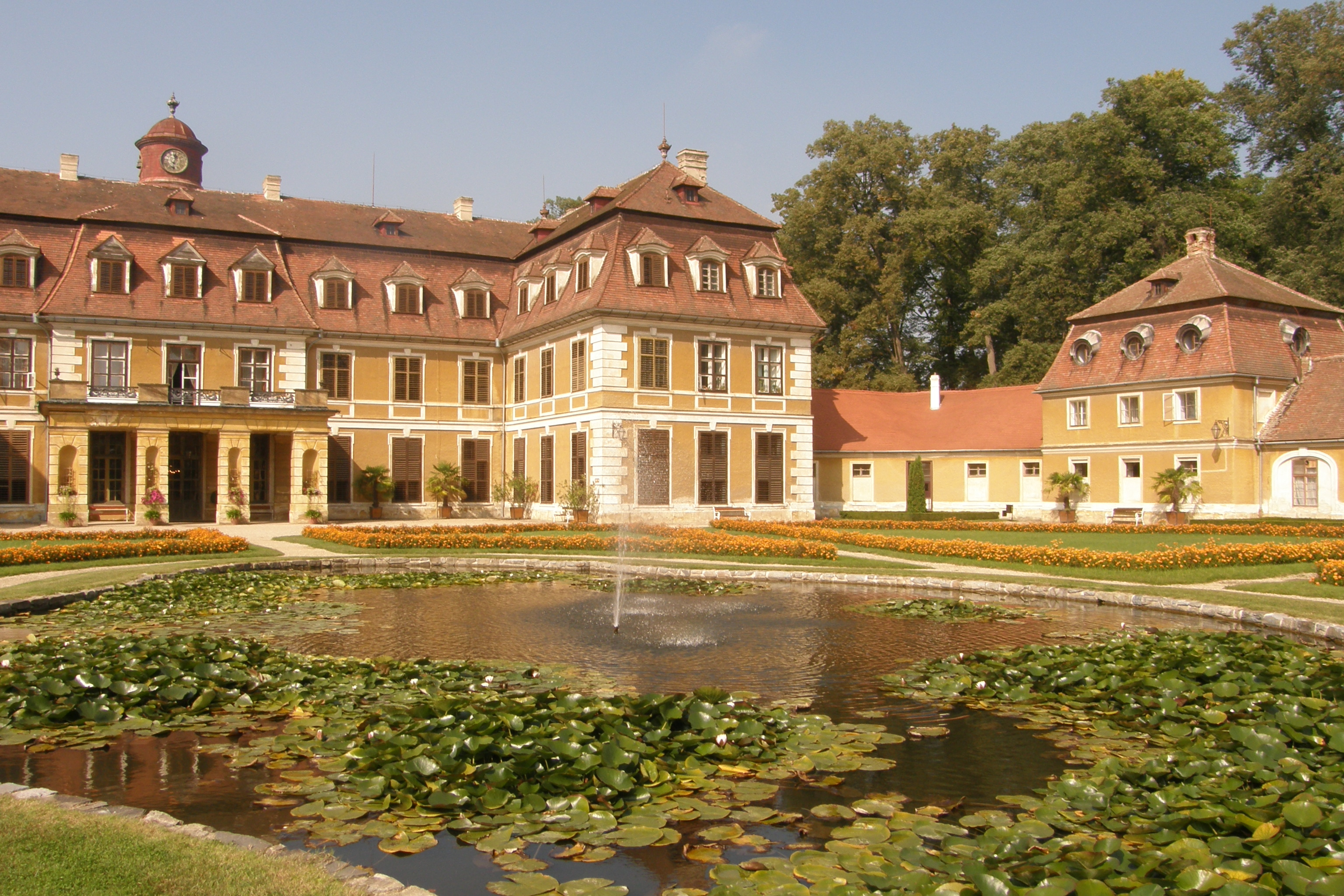
Il castello di Rájc

Nel 1763 Anton Karl acquistò la tenuta di Rájec nella Moravia meridionale dai fratelli di sua moglie, pesantemente indebitati, per la somma di 340.000 ducati. Nel 1766 acquistò anche la tenuta di Blansko dai conti Gellhorn e creò così una delle più grandi tenute nobiliari della Moravia, unendola alla precedente. All'epoca era tra le personalità di spicco della corte imperiale e pertanto prese la decisione di costruire una residenza a Rájc che riflettesse l'importanza degli incarichi e degli onori da lui conseguiti. Negli anni 1763–1768 venne pertanto costruito a Rájc un castello di stile rococò secondo il progetto dell'architetto francese Isidor Caneval.

## Matrimonio e figli
Anton Karl sposò la contessa Maria Rafaela von Rogendorf, dalla quale ebbe dieci figli, sei dei quali morirono infanti:
- Joseph Wenzel (23 settembre 1744 – 1 novembre 1745)
- Maria Josepha (23 settembre 1746 – ?)
- Anton (12 febbraio 1748 – 10 dicembre 1760)
- Franz Xaver (Vienna, 1 febbraio 1749 – Klagenfurt, 19 aprile 1822), cardinale, principe-vescovo di Gurk
- Karl Joseph (Vienna, 3 aprile 1750 – Vienna, 16 giugno 1838), nel 1790 fu elevato al rango di principe imperiale, sposò in prime nozze nel 1775 Maria Francesca di Auerspergau (11 dicembre 1752, Vídeň – 13 settembre 1791, Brno); sposò nel 1792 Antonia Paarová (5 dicembre 1768, Vídeň – 25 ottobre 1838)
- Johann Nepomuk (27 luglio 1751 – 27 agosto 1751)
- Maria Anna (16 ottobre 1752 – 7 settembre 1789)
- Leopoldina (17 novembre 1753 – 4 gennaio 1754)
- Antonia (14 marzo 1756 – 16 dicembre 1758)
- Maria Teresa (21 agosto 1757 – 22 aprile 1830), sposò in prime nozze il conte Jan Bedrich von Kageneck (1 aprile 1741, Friburgo in Brisgovia – 4 marzo 1800, Madrid), ambasciatore austriaco in Inghilterra, Svezia, Danimarca e Spagna; in seconde nozze nel 1807 sposò August von Buissy.

## Ascendenza
|                                                     |                               |                                                  | Genitori                                                                 |  |  | Nonni |  |  | Bisnonni                                                                  |  |  | Trisnonni                                                        |  |
|                                                     |                               |                                                  |                                                                          |  |  |       |  |  | Ernst Friedrich von Salm-Reifferscheidt, altgravio di Salm-Reifferscheidt |  |  | Werner von Salm-Reifferscheidt, altgravio di Salm-Reifferscheidt |  |
|                                                     |                               |                                                  |                                                                          |  |  |       |  |  | Ernst Friedrich von Salm-Reifferscheidt, altgravio di Salm-Reifferscheidt |  |  | Werner von Salm-Reifferscheidt, altgravio di Salm-Reifferscheidt |  |
|                                                     |                               | Maria von Limburg-Stirum                         |                                                                          |  |  |       |  |  | Ernst Friedrich von Salm-Reifferscheidt, altgravio di Salm-Reifferscheidt |  |  |                                                                  |  |
| Erich Adolf von Salm-Reifferscheidt                 |                               |                                                  |                                                                          |  |  |       |  |  | Ernst Friedrich von Salm-Reifferscheidt, altgravio di Salm-Reifferscheidt |  |  |                                                                  |  |
|                                                     |                               | Maria Ursula di Leiningen                        | Emico XI di Leiningen, conte di Leiningen-Falkenburg                     |  |  |       |  |  |                                                                           |  |  |                                                                  |  |
|                                                     |                               | Maria Ursula di Leiningen                        | Emico XI di Leiningen, conte di Leiningen-Falkenburg                     |  |  |       |  |  |                                                                           |  |  |                                                                  |  |
|                                                     |                               | Maria Ursula di Leiningen                        | Ursula von Fleckenstein                                                  |  |  |       |  |  |                                                                           |  |  |                                                                  |  |
| Franz Wilhelm von Salm-Reifferscheidt               |                               | Maria Ursula di Leiningen                        |                                                                          |  |  |       |  |  |                                                                           |  |  |                                                                  |  |
|                                                     |                               | Ferdinand Karl von Löwenstein-Wertheim-Rochefort | Johann Theodor Dietrich von Löwenstein-Wertheim-Rochefort                |  |  |       |  |  |                                                                           |  |  |                                                                  |  |
|                                                     |                               | Ferdinand Karl von Löwenstein-Wertheim-Rochefort | Johann Theodor Dietrich von Löwenstein-Wertheim-Rochefort                |  |  |       |  |  |                                                                           |  |  |                                                                  |  |
|                                                     |                               | Ferdinand Karl von Löwenstein-Wertheim-Rochefort | Josina de La Mark                                                        |  |  |       |  |  |                                                                           |  |  |                                                                  |  |
| Ernestine Barbara von Löwenstein-Wertheim-Rochefort |                               | Ferdinand Karl von Löwenstein-Wertheim-Rochefort |                                                                          |  |  |       |  |  |                                                                           |  |  |                                                                  |  |
|                                                     |                               | Anna Maria di Fürstenberg-Heiligenberg           | Egon VIII di Fürstenberg-Heiligenberg, conte di Fürstenberg-Heiligenberg |  |  |       |  |  |                                                                           |  |  |                                                                  |  |
|                                                     |                               | Anna Maria di Fürstenberg-Heiligenberg           | Egon VIII di Fürstenberg-Heiligenberg, conte di Fürstenberg-Heiligenberg |  |  |       |  |  |                                                                           |  |  |                                                                  |  |
|                                                     |                               | Anna Maria di Fürstenberg-Heiligenberg           | Anna Maria di Hohenzollern-Hechingen                                     |  |  |       |  |  |                                                                           |  |  |                                                                  |  |
| Anton Karl von Salm-Reifferscheidt                  |                               | Anna Maria di Fürstenberg-Heiligenberg           |                                                                          |  |  |       |  |  |                                                                           |  |  |                                                                  |  |
|                                                     | Hartmann III di Liechtenstein | Gundacaro del Liechtenstein                      |                                                                          |  |  |       |  |  |                                                                           |  |  |                                                                  |  |
|                                                     | Hartmann III di Liechtenstein | Gundacaro del Liechtenstein                      |                                                                          |  |  |       |  |  |                                                                           |  |  |                                                                  |  |
|                                                     | Hartmann III di Liechtenstein | Agnese della Frisia orientale                    |                                                                          |  |  |       |  |  |                                                                           |  |  |                                                                  |  |
| Antonio Floriano del Liechtenstein                  | Hartmann III di Liechtenstein |                                                  |                                                                          |  |  |       |  |  |                                                                           |  |  |                                                                  |  |
|                                                     |                               | Sidonia Isabella di Salm-Reifferscheidt          | Ernesto Federico di Salm-Reifferscheidt                                  |  |  |       |  |  |                                                                           |  |  |                                                                  |  |
|                                                     |                               | Sidonia Isabella di Salm-Reifferscheidt          | Ernesto Federico di Salm-Reifferscheidt                                  |  |  |       |  |  |                                                                           |  |  |                                                                  |  |
|                                                     |                               | Sidonia Isabella di Salm-Reifferscheidt          | Maria Orsola di Leiningen-Dagsburg-Falkenburg                            |  |  |       |  |  |                                                                           |  |  |                                                                  |  |
| Maria Carolina del Liechtenstein                    |                               | Sidonia Isabella di Salm-Reifferscheidt          |                                                                          |  |  |       |  |  |                                                                           |  |  |                                                                  |  |
|                                                     |                               | Michele Osvaldo di Thun-Hohenstein               | Giovanni Sigismondo di Thun-Hohenstein                                   |  |  |       |  |  |                                                                           |  |  |                                                                  |  |
|                                                     |                               | Michele Osvaldo di Thun-Hohenstein               | Giovanni Sigismondo di Thun-Hohenstein                                   |  |  |       |  |  |                                                                           |  |  |                                                                  |  |
|                                                     |                               | Michele Osvaldo di Thun-Hohenstein               | Anna Margarita von Wolkenstein-Trostburg                                 |  |  |       |  |  |                                                                           |  |  |                                                                  |  |
| Eleonora Barbara di Thun-Hohenstein                 |                               | Michele Osvaldo di Thun-Hohenstein               |                                                                          |  |  |       |  |  |                                                                           |  |  |                                                                  |  |
|                                                     |                               | Isabella von Lodron                              | Christoph von Lodron                                                     |  |  |       |  |  |                                                                           |  |  |                                                                  |  |
|                                                     |                               | Isabella von Lodron                              | Christoph von Lodron                                                     |  |  |       |  |  |                                                                           |  |  |                                                                  |  |
|                                                     |                               | Isabella von Lodron                              | Caterina von Spaur und Flavon                                            |  |  |       |  |  |                                                                           |  |  |                                                                  |  |
|                                                     |                               | Isabella von Lodron                              |                                                                          |  |  |       |  |  |                                                                           |  |  |                                                                  |  |